# Ole Olsen (speedwayförare)
Ole Olsen, född 1946, är en dansk speedwayförare.
Sammanlagt vann han tre VM-finaler, samt flera i lag under senare delen av sin karriär. Fram till 2010 var han tävlingsledare för Speedway Grand Prix.

## Utmärkelser
- Danska Hall of Fame,  1992
- Riddare av Dannebrogorden,  2000[1]

[Redigera Wikidata]